# Verónica (película)
Verónica es una película de terror española estrenada en 2017 y dirigida por Paco Plaza. Está inspirada en un caso real, el de la joven de 18 años Estefanía Gutiérrez Lázaro, que murió en extrañas circunstancias en el verano de 1991. La investigación posterior, conocida como Expediente Vallecas, fue la primera en España que barajaba circunstancias «paranormales» en torno al caso.
Para su realización, el director contó con cuatro jóvenes debutantes: Sandra Escacena, Bruna González, Claudia Placer e Iván Chavero, además de la conocida actriz Ana Torrent.

## Argumento
Año 1991. Verónica es una adolescente de 15 años que vive con su madre y sus tres hermanos menores en un barrio de clase trabajadora de Madrid. Su padre ha muerto recientemente y su madre tiene que trabajar muchas horas en un bar para mantener a la familia, por lo que es Verónica quien debe hacerse cargo de sus hermanos menores: las mellizas Lucía e Irene y el pequeño Antoñito. Un día en que se preve un eclipse solar, las clases en el colegio se dedican a explicar este fenómeno y cómo algunas culturas antiguas, ante su llegada, celebraban sacrificios humanos e invocaban espíritus oscuros.
Mientras que los alumnos y el profesorado se congregan en el tejado para ver el eclipse, Verónica, su amiga Rosa y su compañera Diana se van al sótano para realizar una sesión espiritista con una güija. Verónica quiere contactar a su difunto padre y Diana con su difunto novio, muerto en accidente de motocicleta. La tabla responde de inmediato, pero Rosa y Diana retiran sus manos del vaso cuando comienzan a notar que se está recalentando demasiado. La mano de Verónica permanece en él y, en el instante exacto del eclipse total, la taza se rompe, le hiere un dedo y brota sangre que cae sobre el tablero. Ella deja de responder y, de repente, profiere un gutural grito y se desmaya. Atendida en la enfermería de la escuela, donde tras explorarla, no pueden determinar la causa del desvanecimiento. 
En las horas siguientes, la chica comienza a experimentar sensaciones extrañas, como no poder controlar sus manos o ruidos inexplicables, e incluso aparecen marcas de garras y mordiscos en su cuerpo. Para colmo, empieza a notar que sus amigas la evitan. Buscando alguna explicación de lo que le está sucediendo, regresa al sótano de la escuela y encuentra allí a una anciana monja ciega de la escuela a la que los estudiantes llaman «Hermana Muerte». Verónica le cuenta todo lo sucedido y la monja, tras reprenderla por su acción, le desvela que, en la sesión que celebraron ella y sus amigas liberó un espíritu oscuro que pone en peligro no solo a ella, sino también a sus hermanos, y ella será la responsable.
Para tratar de conjurar el peligro, dibuja algunos símbolos rúnicos. Sin embargo, no parecen efectivos, ya que Lucía sufre un intento de estrangulamiento por parte de una fuerza poderosa y desconocida. Verónica, al darse cuenta, intenta ayudarla, pero luego la pequeña afirmará ante su madre que era su propia hermana mayor quien la estaba asfixiando.  
Realidad y pesadilla se confunden cada vez más. Así, en una escena cotidiana con sus hermanos, de repente estos comienzan a devorarla. Entonces despierta, pero advierte que acaba de tener su primera menstruación, que la sangre ha llegado al colchón e incluso lo ha traspasado. Mientras limpia el colchón, encuentra marcas de quemaduras en la parte inferior. Y no sólo eso: también descubre marcas en forma de cuerpo humano en los colchones de sus hermanos. La Hermana Muerte le revela que puede obligar a los espíritus a marcharse si termina de hacer bien lo que antes hizo mal. Cuando averigua que lo que hizo «mal» fue omitir el paso de despedirse del espíritu convocado, pide a sus amigas que la ayuden, pero éstas se niegan. 
Desesperada, decide reanudar la sesión, pero esta vez con sus hermanos pequeños. A Antoñito le da un libro para copiar los signos protectores en las paredes, pero el niño se equivoca de página y lo que hace es dibujar símbolos de invocación, por lo que, cuando Verónica le dice al espíritu que se despida, este se niega. Llama a la policía cuando el espíritu le arrebata a Antoñito y ayuda a Lucía e Irene a escapar. Después regresa para buscar a su hermano y lo encuentra escondido y diciendo su nombre, y al encontrarlo Verónica se da cuenta de que el pequeño no irá a ningún sitio con ella. Verónica se mira en el espejo y ve al demonio, dándose cuenta de que ha estado poseída por el demonio todo el tiempo y ha estado haciendo daño a sus hermanos. Entonces intenta poner fin a la posesión cortándose la garganta, pero el demonio se lo impide. La Policía entra para ayudar y al entrar quedan impresionados con la escena, al ver a Verónica en el aire intentando apartar algo invisible que la ahoga. Los médicos la sacan a ella y a Antoñito, mientras un detective, conmocionado, observa, y es más tarde informado de que la niña ha fallecido. Se explica que la película se basa en los hechos reales del primer informe policial en España donde un oficial certifica haber presenciado actividad paranormal.

## Producción
Gran parte de la película se rodó en el municipio de Guadalajara.

## Reparto
En los papeles principales cabe destacar a:
| - Sandra Escacena como Verónica (protagonista) - Bruna González como su hermana Lucía - Claudia Placer como su hermana Irene - Iván Chavero como su hermano Antoñito | - Ana Torrent como la madre - Consuelo Trujillo como la monja Hermana Muerte - Ángela Fabián como Rosa - Carla Campra como Diana | - Chema Adeva como Romero - Sonia Almarcha como la doctora - Maru Valdivielso como Josefa - Leticia Dolera como la profesora |

## Exhibición
Antes de su estreno oficial, el 25 de agosto de 2017, Verónica se había presentado a la 18.ª edición del Festival Internacional de Cine de Toronto, en la que obtuvo una excelente acogida. Exhibida en Francia o México además de España, donde recaudó más de tres millones de euros. Paralelamente, el 26 de febrero empezó a emitirse a nivel mundial a través de la plataforma VOD Netflix.

## Recepción
El agregador de críticas cinematográficas Rotten Tomatoes califica la cinta como «aterradoramente eficaz y demuestra que no hacen falta ingredientes exóticos ni extravagantes para crear emociones que erizan la piel»; el portal recoge un total de 34 críticas, con una valoración positiva del 88 %.
Según la redactora de cinematografía de la revista británica The Mirror Jo-Ann Rowney, el verdadero gancho de la narración es que a menudo hace preguntarse al espectador si lo que se le está contando pertenece al plano de lo real, de la vida cotidiana de la protagonista o es fruto de sus pesadillas o, sobre todo, es el difuso ente maléfico que desde la sesión de güija viene manifestándose con fenómenos inquietantes.
Para Jonathan Holland, de The Hollywood Reporter, la película, aunque «con escasa sutileza», sale airosa a base de «descaro estilístico y un fuerte arraigo local».

## Premios y nominaciones

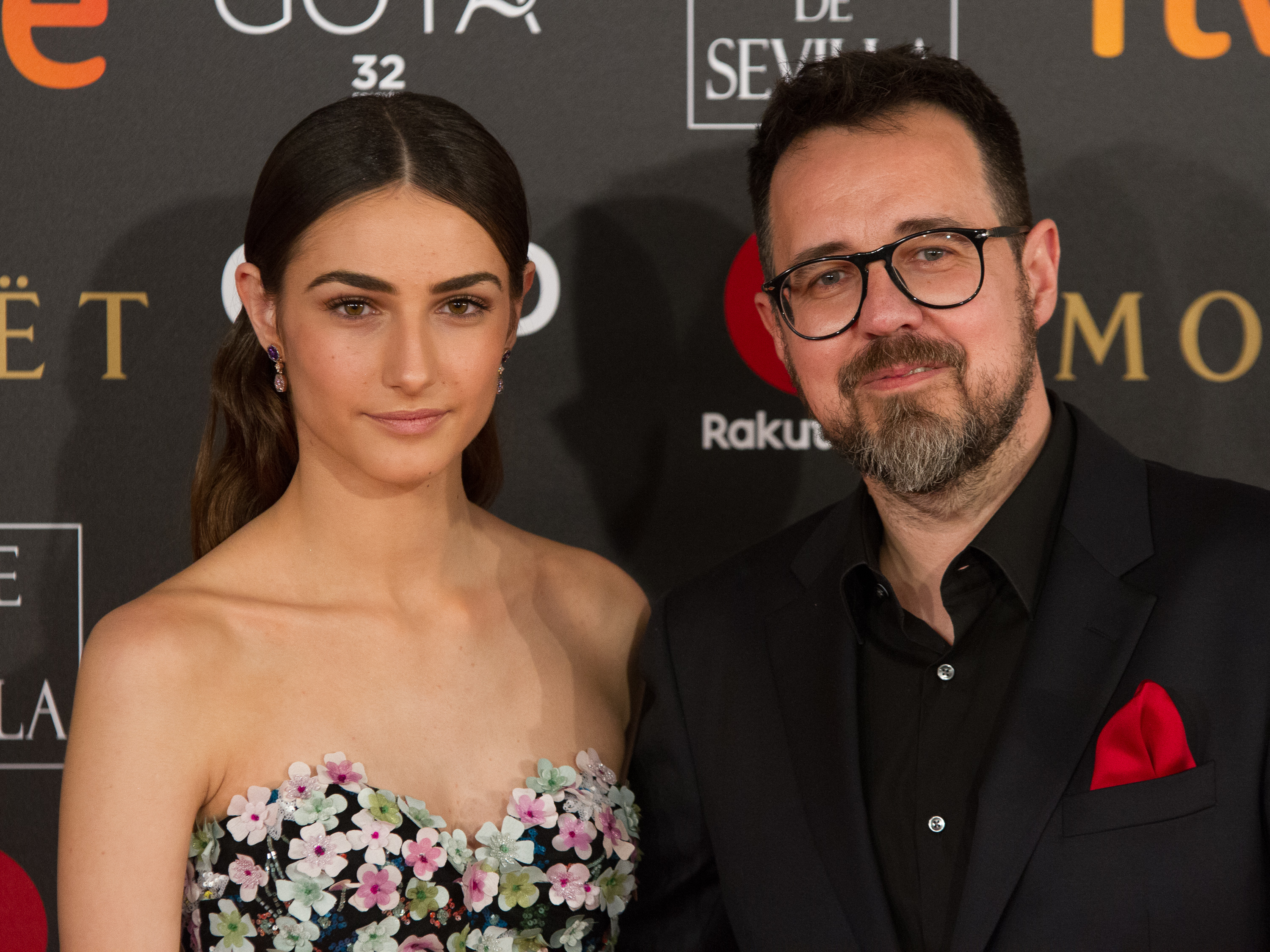
Sandra Escacena y Paco Plaza durante la gala de los Premios Goya de 2018

Premios Goya
| Año  | Categoría                  | Nominados                                                  | Resultado |
| ---- | -------------------------- | ---------------------------------------------------------- | --------- |
| 2017 | Mejor Película             | Verónica                                                   | Nominada  |
| 2017 | Mejor Dirección            | Paco Plaza                                                 | Nominado  |
| 2017 | Mejor Actriz Revelación    | Sandra Escacena                                            | Nominada  |
| 2017 | Mejores Efectos Especiales | Raúl Romanillos y David Heras                              | Nominados |
| 2017 | Mejor Sonido               | Aitor Berenguer, Gabriel Gutiérrez y Nicolás de Poulpiquet | Ganadores |
| 2017 | Mejor Guion Original       | Fernando Navarro y Paco Plaza                              | Nominados |
| 2017 | Mejor Música Original      | Eugenio Mira                                               | Nominado  |

Medallas del Círculo de Escritores Cinematográficos
| Año  | Categoría            | Nominados                     | Resultado |
| ---- | -------------------- | ----------------------------- | --------- |
| 2017 | Mejor guion original | Fernando Navarro y Paco Plaza | Nominados |
| 2017 | Actriz revelación    | Sandra Escacena               | Ganadora  |
| 2017 | Mejor montaje        | Martí Roca                    | Ganador   |
| 2017 | Mejor música         | Eugenio Mira                  | Nominado  |

Premios Feroz
| Año  | Categoría                 | Nominados                     | Resultado |
| ---- | ------------------------- | ----------------------------- | --------- |
| 2017 | Mejor Película Dramática  | Verónica                      | Nominada  |
| 2017 | Mejor Dirección           | Paco Plaza                    | Nominado  |
| 2017 | Mejor Actriz Protagonista | Sandra Escacena               | Nominada  |
| 2017 | Mejor Guion               | Fernando Navarro y Paco Plaza | Nominados |
| 2017 | Mejor Música Original     | Eugenio Mira                  | Nominado  |
| 2017 | Mejor Tráiler             | Rafa Martínez                 | Nominado  |

Premios Fugaz
| Año  | Categoría          | Resultado |
| ---- | ------------------ | --------- |
| 2018 | Mejor largometraje | Nominado  |